# ノラン・ル・ガレック
ノラン・ル・ガレック（Nolann Le Garrec、2002年5月14日 - ）は、フランスのラグビーユニオン選手。トップ14のラシン92に所属している。

## 経歴
2010年、RCヴァンヌでキャリアをスタートし、2017年にラシン92に移籍した。
2020年、U20フランス代表に選ばれた。
2022年6月、フランス代表の日本遠征メンバーに召集されたが、出場機会はなかった。
2024年、シックス・ネーションズ開幕戦のアイルランド代表戦で控えから出場し、代表初キャップを得た。